# تاكيو ميكي
تاكيو ميكي (باليابانية: 三木 武夫 ميكي تاكيو) (17 مارس 1907 - 4 نوفمبر 1988) كان سياسي ياباني شغل منصب رئيس الوزراء الياباني السادس والستون.

## روابط خارجية
- تاكيو ميكي على موقع الموسوعة البريطانية (الإنجليزية)
- تاكيو ميكي على موقع مونزينجر (الألمانية)